# ستان ويست
ستان ويست (بالإنجليزية: Stan West) هو لاعب كرة قدم أمريكية أمريكي، ولد في 22 سبتمبر 1926 في ويذرفورد في الولايات المتحدة، وتوفي في 19 يناير 2005.

## وصلات خارجية
- ستان ويست على موقع مرجع كرة القدم المحترفة.كوم (الإنجليزية)